# Comunicazione sociale
In Italia, con la formula comunicazione sociale si è inteso, negli ultimi anni, un insieme di fenomeni e realtà molto diverse. Nel passato molti autori che si sono occupati dei processi comunicativi hanno inteso il termine sociale nel senso di diffuso o comune, utilizzando comunicazione sociale come sinonimo di comunicazione, cioè con questa formula si indicava la comunicazione diffusa nella società. Anche la Chiesa cattolica la utilizza in questo senso, in sostanza indicando con comunicazione sociale tutte quelle realtà e quegli studi che normalmente, nella letteratura scientifica e nelle università pubbliche vengono etichettati semplicemente come scienze della comunicazione o come media studies.
Più recente e più specifico un utilizzo della formula ricavata essenzialmente dalla pubblicità sociale e dalle campagne di pubblica utilità. Una comunicazione, realizzata principalmente attraverso spot radiotelevisivi o messaggi mirati al grande pubblico finalizzati a promuovere alcuni argomenti, atteggiamenti o comportamenti. Sostanzialmente, quindi, un tipo di comunicazione che ha come obiettivo delle finalità collettive ed è quindi da inserire nell'ambito della comunicazione pubblica e quindi realizzata principalmente dalle pubbliche amministrazione ma anche da organizzazioni non profit e imprese private. 
Lo spostamento dal riferimento alle campagne sociali al parlare di comunicazione sociale, formule intese ancora oggi come sostanzialmente sinonime, coincide con l'allargamento dello spettro di strumenti, linguaggi e contenuti utilizzati che vedono aggiungersi alle campagne radio-televisive e a numerosi altri canali e modalità di trasmissione. Nel tempo la definizione e le pratiche di comunicazione sociale tendono a mettere in maggiore evidenza la socialità e relazionalità tipiche dei nuovi approcci alla comunicazione.

## La pubblicità di utilità sociale
In Italia uno delle prime riflessioni sulle attività di pubblicità sociale è stata fornita da Giovanna Gadotti. Nel 1993. nel volume Pubblicità sociale analizzava proprio le campagne sociali realizzate in Italia ed in particolare al ruolo svolto in questo settore dall'esperienza di Pubblicità Progresso. Nel 2001 la ricercatrice cura un testo intitolato comunicazione sociale la cui definizione coincide ancora sostanzialmente con quella di pubblicità sociale, cioè 
Tale accezione del termine tende ad essere impiegata negli anni dalle esperienze della Fondazione Pubblicità Progresso, dal Network per lo Sviluppo della Comunicazione Sociale in Piemonte e dall'Osservatorio sulle campagne di comunicazione sociale di Torino. 
Rimane in questa prima fase il riferimento alla focalizzazione su "temi non controversi" e alcuni preferiscono identificarla in base ai soggetti promotori: ad esempio, a differenza della comunicazione commerciale, essa vedrebbe come protagonisti enti ed associazioni di volontariato con finalità non profit come le Ong e delle Onlus. Questo tipo di definizioni rimane tuttavia sovrapposto alla pubblicità sociale, che rappresenta invece solo una delle dimensioni comunicative. Un ampliamento in tale direzione è stato dato sia dalle successive analisi sociologiche del fenomeno sia dal dibattito seguito al cosiddetto marketing sociale, vale a dire al possibile utilizzo di tecniche di marketing su questioni di interesse collettivo.

## Nuove concezioni di comunicazione sociale
Nell'ultimo decennio numerosi autori hanno messo in dubbio l'utilità dell'utilizzo di queste pratiche comunicative e, spesso, anche la stessa definizione utilizzata per circoscriverle. Ad esempio l'Osservatorio sulla comunicazione sociale e l'editoria del Terzo settore – Terza.com – un'équipe di ricerca nata in collaborazione con il Forum del Terzo Settore nella facoltà di Scienze della Comunicazione della Sapienza e diretta da Mario Morcellini, ha proposto di mettere in maggior evidenza il ruolo delle relazioni e del capitale sociale nella definizione. Nel testo intitolato programmaticamente Oltre l'individualismo a cura di M. Morcellini e B. Mazza, si propone quest'ambito comunicativo come «riduttore dell'attrito tra gli individui grazie all'attivazione di processi di negoziazione tra particolare e universale, tra pubblico e privato».
Altre ricerche ed analisi sono state svolte da Pina Lalli all'Università di Bologna: sulla base di diverse attività svolte in collaborazione con diverse istituzioni pubbliche e del privato sociale, evidenzia quanto la comunicazione sociale sia divenuta un'espressione "ombrello" non più riducibile alla sola pubblicità e ne propone quindi un approccio fenomenologico - attento a ciò che gli attori effettivamente fanno - e costruttivista, focalizzato sugli effetti di significato che la comunicazione sociale contribuisce a produrre. In tal modo P. Lalli critica sia una riduttiva concezione trasmissiva lineare della comunicazione, sia l'ingenua definizione secondo cui i temi trattati sarebbero privi di controversia. Illustra fra gli altri tre aspetti che segnalano gli effetti di advocacy o di "imprenditore morale"  che la comunicazione sociale può esercitare nell'arena pubblica in cui si costruiscono le priorità e le definizioni dei problemi considerati più o meno rilevanti: a) il cosiddetto cherry picking  (privilegiare l'investimento su problemi già noti e in apparenza non controversi, con l'effetto di contribuire ad oscurare altri temi meno "attrattivi"); b) il rischio di esercitare forme di una cosiddetta "pornografia della sofferenza", dove per commuovere si tende talora ad ostentare immagini forti di degradazione delle vittime cedendo alla retorica segnaletico-persuasiva della pubblicità .

Un apporto che di nuovo fa riferimento al capitale sociale viene da Nicoletta Bosco la quale propone una visione in questi termini:  
Andrea Volterrani in relazione alla comunicazione delle organizzazioni del terzo settore e del volontariato , focalizza l'attenzione sul ruolo dell'immaginario collettivo nelle pratiche comunicative.
Marco Binotto mette a sua volta in discussione l'approccio verticale e trasmissivo dell'approccio tradizionale e numerosi presupposti della definizione consolidata quali, per esempio, il carattere non controverso degli “argomenti sociali” promossi e la “neutralità” degli emittenti del messaggio o delle modalità scelte per veicolarlo.
« se la comunicazione dello Stato e delle Pubbliche amministrazioni è prevalentemente una comunicazione verticale caratterizzata dal ruolo di educazione e sensibilizzazione dei cittadini, la cui «utilità sociale» (il bene pubblico prodotto) rimanda alla creazione di un comportamento nei cittadini che sia socialmente auspicabile, la comunicazione sociale si caratterizza come un'attività che favorisce e riproduce la relazionalità tra i cittadini, la cui «utilità sociale» (il bene collettivo prodotto) rimanda all'attivazione e al mantenimento di tali processi di cooperazione, disintermediazione e cittadinanza attiva»
In questi termini, riprendendo anche il dibattito internazionale relativo alle public campaigns e alla communication for development, sia la definizione di comunicazione sociale che le pratiche realizzate negli anni da moltissime associazioni e ONG si orientano all'attivazione di network relazionali e all'empowerment dei persone e gruppi protagonisti degli interventi.

## Le attività della comunicazione sociale
Se consideriamo quindi la comunicazione sociale in senso più ampio includendovi tutte quelle iniziative volte a promuovere o sostenere in modo strategico (e quindi con un'attenta pianificazione che tenga conto dello scenario, degli interlocutori, degli ostacoli specifici, degli strumenti e dei canali diversi adeguati al singolo tema e agli interlocutori a cui ci si vuole rivolgere) tematiche o problemi presentati o giustificati in termini di interesse pubblico o collettivo (contrapposto in questo senso ad un interesse privato di tipo immediatamente commerciale), è possibile cominciare a stilare un elenco fenomenologico delle varie attività che oggi si osservano e che riguardano diversi tipi di soggetti promotori e non sempre riguardano temi non controversi. Anzi, talvolta si può usare la comunicazione sociale proprio per competere con altre idee concorrenti o contrapposte fra loro.
Riconosciamo quindi la comunicazione sociale come termine "ombrello" che può comprendere vari contenuti e finalità specifiche, che si differenziano fra loro ma condividono l'obbligo di dare una giustificazione "sociale" del loro operato:
1. obiettivi di fund raising per cause sociali specifiche (ad es.: cercare finanziamenti per sostenere la ricerca sul cancro al seno o per supportare la costruzione o il restauro di un edificio collettivo)
2. processi di advocacy per promuovere e trovare alleanze su cause, movimenti, ecc. (ad es.: sostenere una causa ecologica o allargare la base di volontariato o di mobilitazione nella propria organizzazione, o ancora promuovere reti di istituzioni ed associazioni o di attività che perseguano finalità proposte come collettive)
3. fornire informazioni utili per ovviare a disuguaglianze di accesso (ad es. ai servizi di interesse collettivo, ma anche per superare eventuali divari nelle competenze di utilizzo di taluni strumenti tecnologici potenzialmente diffusi nella vita quotidiana ma poco o male utilizzati)
4. promuovere il cambiamento del comportamento di un gruppo o di un sottogruppo mediante strategie o solo di pubblicità o anche e soprattutto con tecniche di marketing sociale (ad es.: promuovere stili di vita considerati più sani, spingendo le persone a smettere di fumare, o a muoversi di più, o ad alimentarsi meglio, a non abusare di alcol o a non far uso di droghe, etc.)
5. promuovere e realizzare modalità pubbliche di rendicontabilità dell'operato istituzionale (ad es.: i cosiddetti bilanci sociali, che possono riguardare organismi non profit, istituzioni pubbliche o aziende private che intendano mostrare e rendere conto di forme di governance socialmente responsabili nei confronti ad es. della sostenibilità ambientale e della gestione delle risorse umane)
6. assicurare pubblicità e dibattito sui processi di presa di decisione, utilizzando forme diverse di comunicazione a seconda degli interlocutori (ad es.: le varie forme sperimentali di consultazione o decisione partecipativa)
7. Cause Related Marketing (ad es.: sponsorship) o altre forme di social marketing istituzionale o di Corporale Social Responsibility.

Questo elenco - come tutti i fenomeni basati sull'osservazione - è ovviamente provvisorio ed aperto alle esperienze nuove che possono essere messe in atto da soggetti promotori, gruppi sociali e strategie di giustificazione degli interessi ritenuti legittimamente collettivi in un determinato momento storico. 
Una definizione così ampia - e in fondo quasi intenzionalmente tautologica - di comunicazione sociale ha appunto lo scopo di far comprendere come si tratti di un fenomeno evolutivo e al tempo stesso importante per capire in modo critico e consapevole gli effetti complessi che ognuna delle sue attività può avere per quello che in diverse fasi e in diverse situazioni consideriamo o no socialmente legittimo in termini di interesse collettivo.